# Ілюзія гри
«Ілюзія гри» — фільм про життя 35-ти річного офісного службовця, який намагався знайти спосіб що б змінити своє життя.

## Зміст
У Дена — математичні здібності, які приваблюють красуню Алісію. Вона пропонує йому грати в блек-джек у Вегасі. Він виграє великі гроші та знайомиться з третім учасником їхнього тандему, але й не підозрює, у яку небезпечну гру потрапив.